# Bisdom Avezzano
Het Bisdom Avezzano (Latijn: Dioecesis Marsorum, Italiaans: Diocesi di Avezzano) is een in Italië gelegen rooms-katholiek bisdom met zetel in de stad Avezzano. Het bisdom behoort tot de kerkprovincie L'Aquila en is, samen met het bisdom Sulmona-Valva, suffragaan aan het aartsbisdom L'Aquila.

## Geschiedenis
Het bisdom had tot 1986 de naam bisdom Marsi, hetgeen verwijst naar de volksstam van de Marsi, die hier in de oudheid leefde. Het bisdom Marsi werd gesticht in de 9e eeuw. Op 30 september 1986 werd het omgedoopt tot bisdom Avezzano.

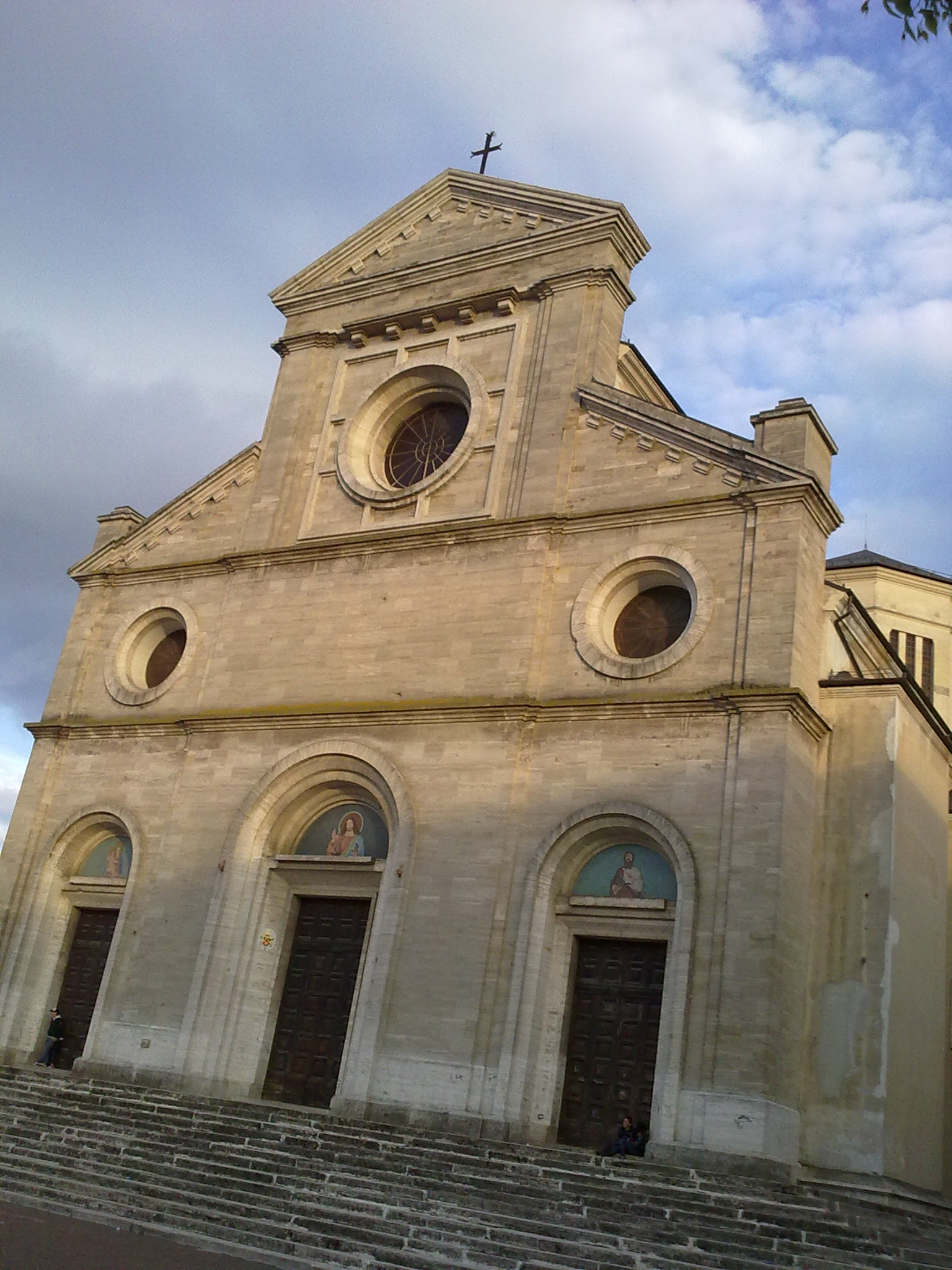
Kathedraal van Avezzano
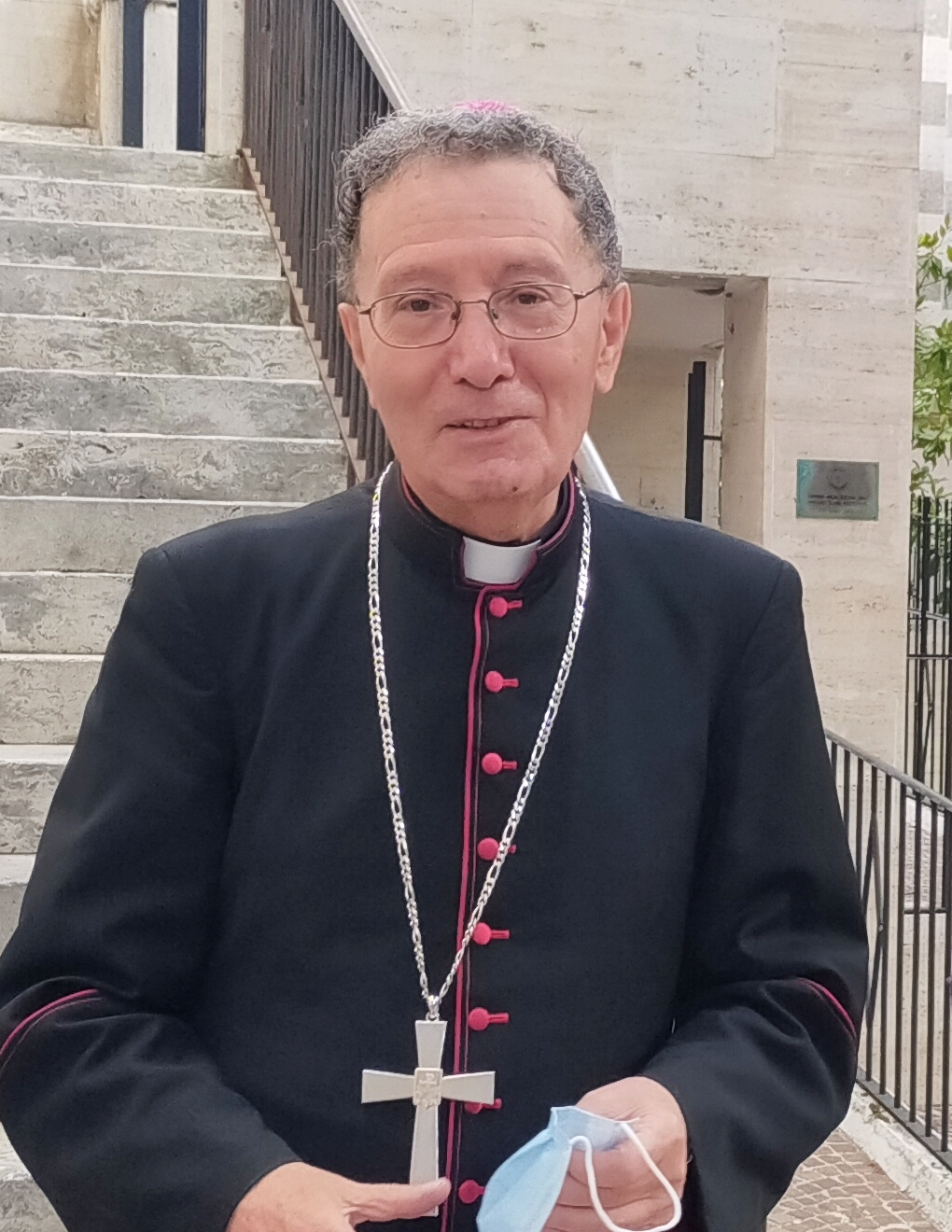
Bisschop Santoro